# توماس أريكسون
توماس أريكسون (بالسويدية: Thomas Eriksson)‏ هو متزحلق سويدي، ولد في 16 أكتوبر 1959 في Borlänge ‏ في السويد.

## وصلات خارجية
- توماس أريكسون على موقع الاتحاد الدولي للتزلج (التزلج الريفي) (الإنجليزية)
- توماس أريكسون على موقع أوليمبيديا (الإنجليزية)
- توماس أريكسون على موقع اللجنة الأولمبية السويدية (السويدية)